# La Guerre à deux voix
La Guerre à deux voix est un livre de la journaliste et écrivaine Laurence Deonna, paru en 1986 aux éditions Labor et Fides (Genève) et Centurion (Paris). Le livre vaut à son auteur d'être couronnée par le Prix Unesco pour l'éducation à la paix en 1987,.
Selon Denis Ruellan, le projet de ce livre remonte à 1973 où, lors de la Première conférence féministe internationale à Boston, l'auteur assiste à la rencontre entre des déléguées israéliennes et égyptiennes.
Dans ce livre, qui repose sur vingt-cinq témoignages de femmes d'Israël et d'Égypte, l'auteur veut « faire dialoguer des femmes que la guerre rend ennemies ». Ces deux pays ont été belligérants lors de la guerre des Six Jours (1967) et de la guerre du Kippour (1973), points culminants du conflit israélo-arabe.
Le livre a été traduit, adapté au théâtre et au cinéma.

## Prix et distinctions
- Prix Unesco de l'éducation pour la paix en 1987[4].
- Grand prix des lectrices de Elle 1987[5].

## Rééditions
Le livre connaît plusieurs rééditions :
- en 1991, aux éditions Labor et Fides  (ISBN 978-2-8309-0068-2)
- en 2015, aux éditions de l'Aire  (ISBN 9782940537556)

## Traductions
Le livre est traduit en allemand, italien, hébreu, anglais, espagnol.
- En allemand : An alle Frauen aus allen Kriegen: arabische und israelische Frauen berichten, München: Goldmann Verlag, 1991  (ISBN 978-3442123698)
- En anglais : The war with two voices: Testimonies by women from Egypt and Israel, Washington D.C: Three Continents Press, 1989  (ISBN 978-0894106385)
- En anglais : The war with two voices : Israeli and Arab women speak out, Genève: Editions Zoé, 1999  (ISBN 978-2881824005)[6]

## Adaptations cinématographiques
- Un film de 52 minutes, basé sur le livre est réalisé en 1987 par José et Marilu Maldavsky[7].
- En 2003, la cinéaste Lucienne Lanaz réalise Douleur et Révolte, un documentaire de 42 minutes inspiré du livre de Laurence Deonna. Ce film « fait le portrait de six femmes du Proche-Orient, trois Israéliennes et trois Égyptiennes[8] ». De cultures et de religions différentes, leur point commun est d'avoir perdu leur homme dans les guerres de 1967 ou 1973.

## Adaptations au théâtre
- La Guerre à deux voix, tiré du livre de Laurence Deonna, mise en scène d’Anne Delbée. Théâtre national de Nancy, 1989.
- La Guerre à deux voix, mise en scène de Jane Friedrich. Théâtre de la Jonction, Genève. 1991.
- La Guerre à deux voix, mise en scène (en anglais) d’Anne Bisang, théâtre de la Comédie, Genève. Dans le cadre des célébrations marquant le Cinquantième anniversaire de la signature des Conventions de Genève du Comité international de la Croix-Rouge (CICR) 1999.